# Parasite Eve (canción)
Parasite Eve es una canción de la banda de rock británica Bring Me the Horizon. Fue producido por el vocalista de la banda Oliver Sykes y el tecladista Jordan Fish, se incluirá en un nuevo proyecto en el que han estado trabajando titulado Post Human: Survival Horror. La pista fue lanzada como el primer sencillo del proyecto el 25 de junio de 2020.

## Composición y letra
"Parasite Eve" ha sido descrita como una canción de nu metal, electropop y rock electrónico, continuando con el estilo y estética introducidos en su anterior álbum. La canción se inspiró en el videojuego japonés del mismo nombre. Fue escrito y compuesto por Oliver Sykes, Jordan Fish y Petar Lyondev durante los tiempos de cuarentena por la pandemia de COVID-19. La letra habla de lo que está sucediendo durante la pandemia, diciendo que "esto es una guerra" entre países por descubrir una vacuna. Al mismo tiempo, Sykes habla sobre cuándo se supera la pandemia, mientras pregunta "Si sobrevives a la infección, ¿recordarás la lección?" al pueblo y a los líderes mundiales como el presidente de Estados Unidos Donald Trump, y el presidente de Brasil Jair Bolsonaro, que rechazaron e ignoraron la gravedad del virus. Musicalmente, fue influenciado mucho por Sykes jugando el juego Doom Eternal, así como por las contribuciones del artista de la banda sonora del juego Mick Gordon, dándole una superposición futurista y cibernética. Sykes dijo sobre la letra de la canción en medio de la similitud de la situación mundial actual:

Fue realmente extraño, habíamos oído hablar de la pandemia en China, pero luego las similitudes entre lo que estábamos escribiendo comenzaron a acercarse a la realidad. Cada vez que había una noticia al respecto, nos volvíamos el uno al otro y decíamos 'Parasite Eve', sin darnos cuenta de la magnitud de todo. Dejamos de lado la canción por un momento porque se sentía demasiado cerca del hueso. Después de sentarnos un rato, nos dimos cuenta de que esta era una razón para lanzarlo ahora más que nunca. En nuestra música siempre hemos querido escapar, pero ha habido demasiado escapismo e ignorando los problemas del mundo. No es lo que necesita el mundo. El mundo necesita más y necesita pensar y recordar. No puedes simplemente pasarlo por alto y esperar que la vida vuelva a la normalidad, porque no es así. De muchas maneras, necesitamos cambiar. De eso se trata la música rock: abordar el lado oscuro y procesarlo.

## Lanzamiento
Oliver Sykes se burló de la pista en Instagram. Se esperaba su lanzamiento el 10 de junio de 2020, pero debido a las protestas de George Floyd y el movimiento Black Lives Matter, la canción se pospuso hasta el 25 de junio.

## Vídeo musical
El video musical de "Parasite Eve" fue lanzado el mismo día en que se transmitió el sencillo. Dirigido por el propio Sykes, se inspiró en algunos de sus videojuegos y películas favoritos. Usando máscaras creadas por un amigo suyo, cada miembro filmó sus partes de video por separado. Este fue un esfuerzo por mantenerse dentro de las restricciones de distanciamiento social establecidas. Debido a las restricciones de cierre, la banda filmó el video con un equipo mínimo y recursos mínimos.

## Posicionamiento en lista

### Semanal
| Lista (2020)                                   | Posiciones |
| ---------------------------------------------- | ---------- |
| Alemania (Deutsche Single Trend Charts)        | 4          |
| Australia (ARIA)                               | 82         |
| Escocia (OCC)                                  | 28         |
| Estados Unidos (Billboard Digital Songs Sales) | 27         |
| Estados Unidos (Hot Rock & Alternative Songs)  | 10         |
| Estados Unidos Mainstream Rock (Billboard)     | 18         |
| Hungría (Single Top 40)                        | 7          |
| Nueva Zelanda (Hot Singles) (RMNZ)             | 13         |
| Reino Unido (UK Singles Chart)                 | 28         |
| Reino Unido (UK Rock & Metal Singles)          | 1          |
| República Checa (Singles Digitál Top 100)      | 48         |

## Certificaciones
| País        | Organismo certificador | Certificación | Ventas certificadas | Ref.   |
| ----------- | ---------------------- | ------------- | ------------------- | ------ |
| Reino Unido | BPI                    | Plata         | 200 000             | [ 21 ] |